# Gotham (Nottinghamshire)
Gotham è un villaggio e parrocchia civile dell'Inghilterra, appartenente alla contea del Nottinghamshire.